# 吉松隆
吉松隆（日语：／ Takashi Yoshimatsu，1953年3月18日—），日本古典乐作曲家，出生于日本东京涩谷。

## 生平
吉松隆在代代木地区出生并成长，以上医学院為目標而準備进入庆应义塾高等学校就讀，不過在初中三年级时，因為接觸古典音乐後對其产生了兴趣，并改变了自己的目标，其後成为了一名交响乐作家。吉田隆在1974年离开庆应义塾大学，開始接觸各種樂器，並參加樂團演出担任键盘手。吉松隆於1975年認識了調音師原田力男。1981年第12號原創作品朱鷺によせる哀歌初次發表，此曲後來得到日本交響樂尾高賞的作曲獎。1984年，同作曲家西村朗成立「世紀末音楽研究所」。1998年與山度士唱片唱片簽立發行錄音室專輯合約。2009年參與大河劇平清盛作曲。

## 外部連結
- . yoshim.music.coocan.jp.   [2025-01-23]. （原始内容存档于2024-03-28）.